# Charles James (Chemiker)
Charles James (* 27. April 1880 in Earls Barton, Northamptonshire, England; † 10. Dezember 1928) war ein britischer Chemiker.
Nachdem er bei William Ramsay am University College London studiert hatte, ging er in die Vereinigten Staaten an das New Hampshire College of Agriculture and the Mechanic Arts (ab 1923 umbenannt in University of New Hampshire), wo er sich mit der Auftrennung durch fraktionierte Fällung und Kristallisation und die Identifizierung von Seltenen Erden habilitierte.
Er reinigte und beschrieb das chemische Element mit der Ordnungszahl 71, das später Lutetium genannt wurde.